# Улица Бычковой
Улица Анны Бычковой — пограничная улица с микрорайоном ЖБИ, расположенная в микрорайоне Синие Камни Октябрьского административного района города Екатеринбурга.Свердловская область

## Общая информация
На территории улицы расположены дома: 10, 12, 14, 16, 18, 20, 22.
Почтовый индекс у всех домов — 620138.

## Расположение и благоустройство
Улица идёт с северо-запада на юго-восток. Начинается от въезда в микрорайон Синие камни (с улицы Байкальской) и заканчивается, переходя в улицу Хрустальную. Пересекается с улицами Хрустальная и Байкальская. Слева на улицу выходит Комсомольская улица. Справа на улицу выходит дублёр Сибирского тракта. Протяжённость улицы составляет около 1300 метров. На протяжении улицы имеются пять нерегулируемых пешеходных переходов. С обеих сторон улица оборудована тротуарами.

## История
Улица названа в честь советского политического деятеля Анны Николаевны Бычковой. Она была председателем Свердловского городского совета, участницей революционного движения и партийным, политическим деятелем. Улица была названа в честь Анны Бычковой в 1986 году после её смерти. До этого улица называлась «Улица Мариупольская» в честь города Мариуполь.

## Транспорт

### Наземный общественный транспорт
На улице Анны Бычковой расположены автобусные станции: «Бульвар Есенина», «Бычковой», «Гимназия Корифей», «Байкальская». Станции расположены напротив друг друга. По данным автобусным станциям проходят автобусы: 54(Синие Камни — Краснолесье), 054(Синие Камни — мкр. Солнечный), 076(Синие Камни — СТЦ.Мега).

### Ближайшие станции метро
Действующих станций метро поблизости нет.

### Железнодорожный транспорт
С 7-го января 2024-го года начала свою работу станция «Синие Камни» которая располагается напротив дома 18. На станцию пребывают поезда с маршрутом: Екатеринбург — Алапаевск, Екатеринбург — Егоршино. Есть информация что будут ходить поезда и в Новоуральск. Стоимость проезда на 2024 год — 37 рублей.